# Организация черноморского экономического сотрудничества
Организация черноморского экономического сотрудничества — межправительственная организация (международная организация), объединяющая 13 государств Причерноморья и Южных Балкан, созданная для развития сотрудничества, мира, стабильности и процветания в бассейне Чёрного моря.
В работе организации принимают участие в том числе и страны, не имеющие выхода к Чёрному морю среди них: Албания, Армения, Азербайджан, Греция, Молдова и Сербия (связана Дунайским коридором).

## История
25 июня 1992 года одиннадцать стран подписали Договор о черноморском экономическом сотрудничестве, а организация появилась 1 мая 1999 года, когда в Стамбуле стороны подписали «Босфорское заявление». Секретариат (англ. BSEC PERMIS) был создан в марте 1994 года и расположен в Стамбуле (Турция).
Генеральный секретарь ОЧЭС Виктор Цвиркун отметил в 2013 году:

За 21 год своего существования мы показали не только действенность, но и крайнюю востребованность в ней стран Черноморского региона. Это особенно проявилось в непростые времена, когда у нескольких стран, входящих в состав, были прерваны не только политические, но и дипломатические отношения. Мы стали единственной платформой диалога между ними. Любого рода политические моменты исключаем категорически, концентрируясь только на экономических вопросах. Если в нашей работе будет присутствовать политика, то эта уникальная платформа перестанет существовать. Все основывается на консенсусе.

С 1999 года организация получила статус региональной международной организации, занимающейся преимущественно экономическим сотрудничеством.
В апреле 2004 года в ОЧЭС была принята Сербия (Сербия и Черногория), после чего количество государств-членов возросло до 12. До 2004 года вместо Сербии в организацию входила конфедерация Сербии и Черногории.
Одним из важнейших направлений сотрудничества является развитие среднего и мелкого бизнеса в странах-участниках, а также предпринимательства. С этой целью в 2012 году при поддержке Фонда Аденауэра и ERENET были организованы обучающие программы.
В ноябре 2017 года Генассамблея Парламентской ассамблеи OЧЭС утвердила декларацию, приуроченную к 25-й годовщине создания ОЧЭС. Во время голосования по принятию декларации была учтена поправка Украины касательно восстановления территориальной целостности государств-членов ОЧЭС, «признанных международными организациями, такими как ООН, ОБСЕ, Парламентская ассамблея Совета Европы и Европейский парламент, в качестве незаконно аннексированных».
Заявка Республики Кипр была заветирована Турцией. А заявка Республики Македония была заветирована Грецией, из-за нерешённого македонского вопроса. 28 июня 2019 года, после разрешения македонского вопроса, на 40-м заседании организации участники одобрили вступление Северной Македонии, эта страна стала 13-м участником организации.

## Состав

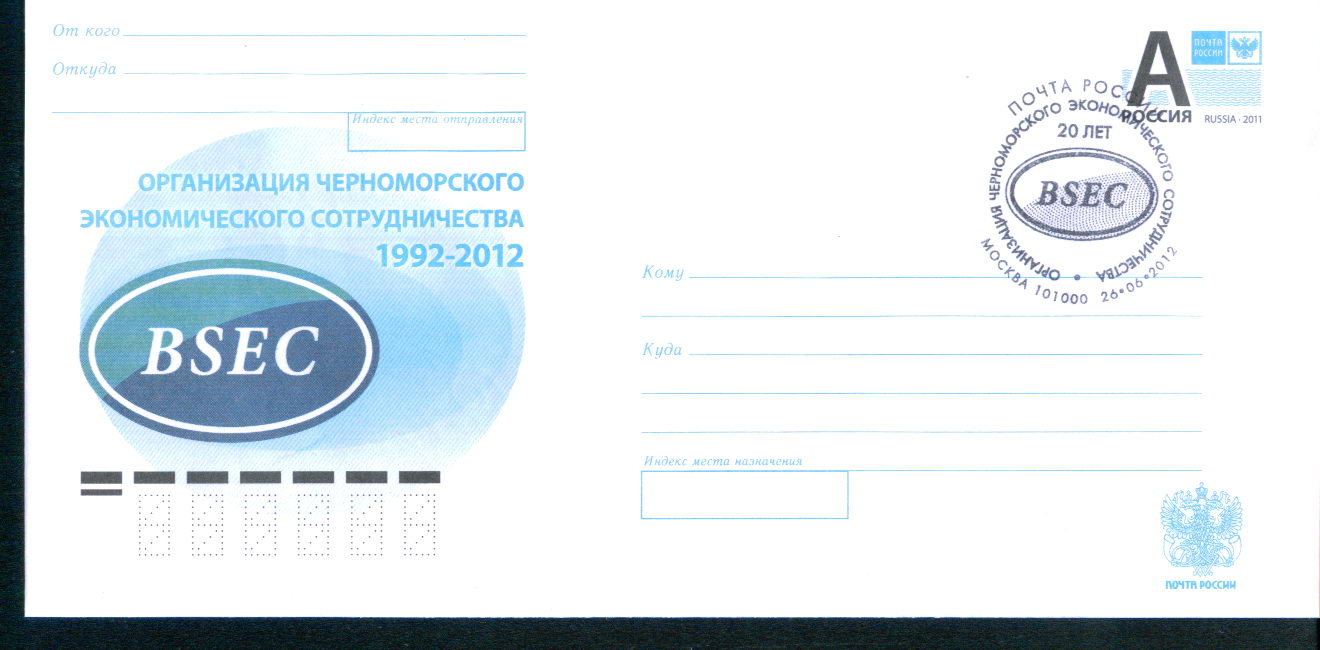
Почтовый конверт России, 2012

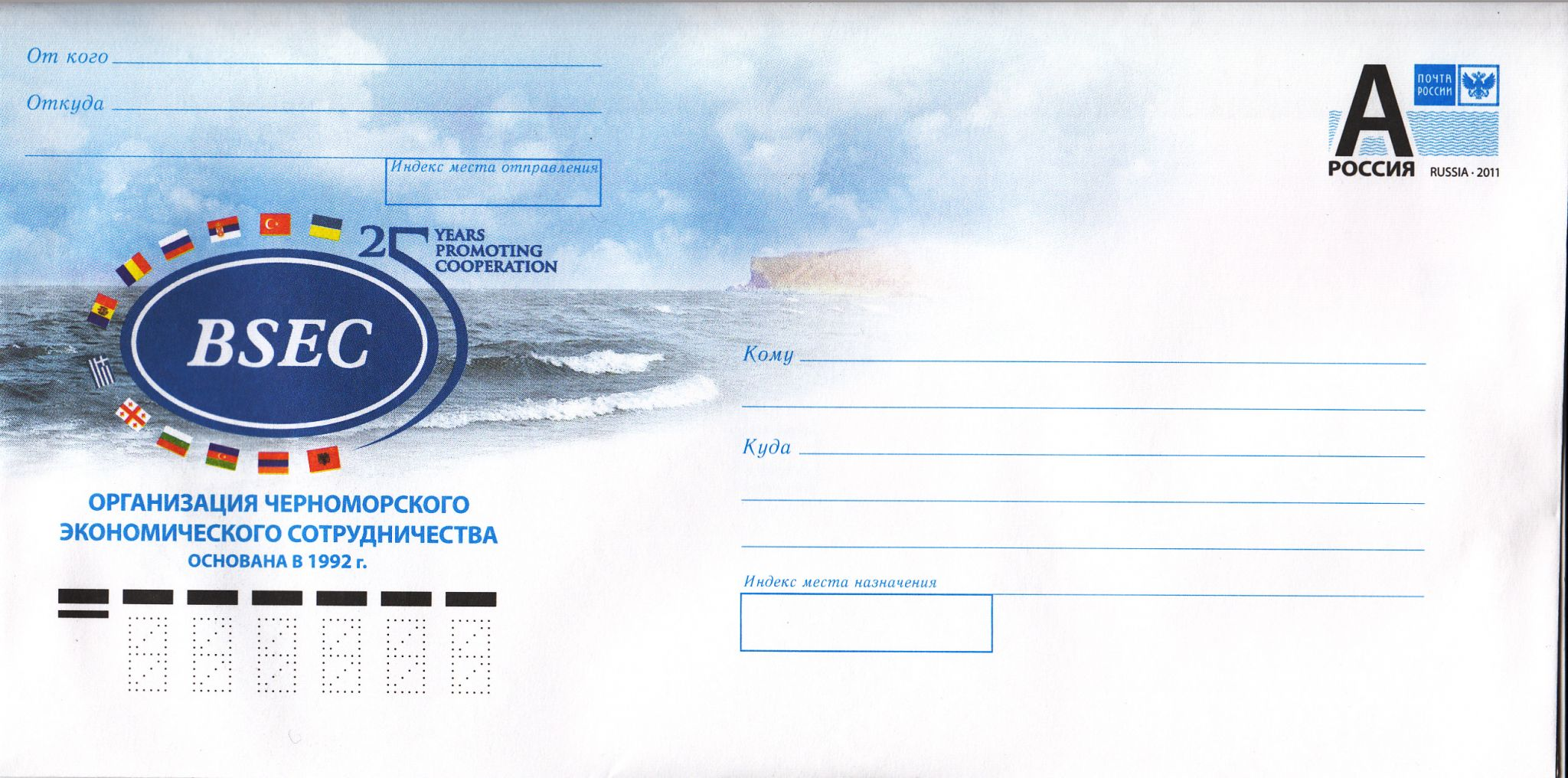
Почтовый конверт России, 2017

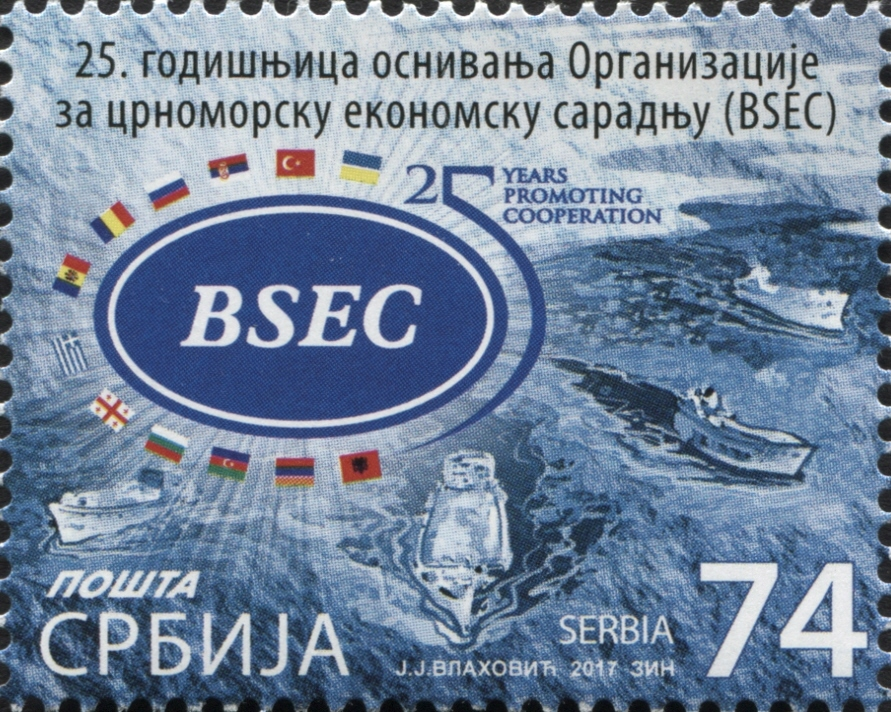
Почтовая марка Сербии, 2017

Участники
- Азербайджан
- Албания
- Армения
- Болгария
- Греция
- Грузия
- Молдова
- Россия
- Румыния
- Сербия
- Северная Македония
- Турция
- Украина

Наблюдатели
- Австрия
- Беларусь
- Германия
- Египет
- Израиль
- Италия
- Польша
- Словакия
- США
- Тунис
- Франция
- Хорватия
- Чехия

Партнёры
- Великобритания
- Венгрия
- Иордания
- Иран
- Республика Корея
- Словения
- Черногория
- Япония[8]

## Банк ОЧЭР
В качестве финансового института организации 24 января 1997 года был создан Черноморский банк торговли и развития. Он занимается экономическим развитием и поддержкой регионального сотрудничества, торговли, предоставляет финансовые гарантии, занимается поддержкой проектов как частных, так и государственных компаний для стран-членов.
Ассоциация портов Черного и Азовского морей была создана в марте 1999 года. Учреждена под эгидой международной Организации черноморского экономического сотрудничества (ОЧЭС).

## В филателии
К 20-летию и 25-летию ОЧЭС Почта России выпустила почтовые конверты. К 25-летию ОЧЭС Почта Сербии выпустила почтовую марку.